# دينيس جاك
دينيس جاك (بالإنجليزية: Denis Jack)‏ هو لاعب كرة قدم بريطاني في مركز ظهير ‏، ولد في 12 يناير 1941 في اسكتلندا في المملكة المتحدة. لعب مع نادي كاودينبيث.